# Grabina (powiat białobrzeski)
Grabina – wieś w Polsce, położona w województwie mazowieckim, w powiecie białobrzeskim, w gminie Radzanów.
W latach 1975–1998 przysiółek administracyjnie należał do województwa radomskiego. Do 31 grudnia 2024 przysiółek wsi Grotki.
Wierni Kościoła rzymskokatolickiego należą do parafii Nawiedzenia Najświętszej Maryi Panny w Bukównie.